# Eduard Friedrich von Enckevort
Eduard Friedrich von Enckevort (* 27. September 1808 in Vogelsang; † 11. Mai 1883 ebenda) war ein preußischer Politiker sowie Guts- und Schlossherr auf Vogelsang in Pommern.

## Leben

### Herkunft

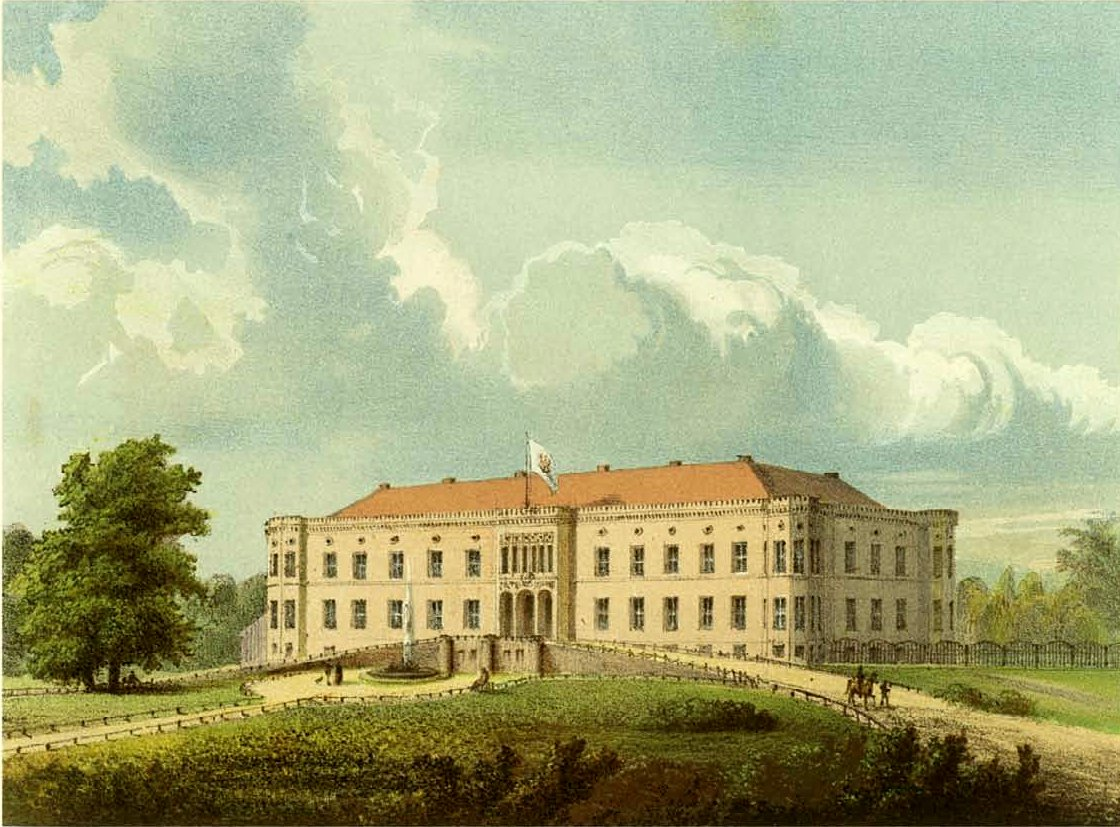
Schloss Vogelsang um 1857/58, Sammlung Alexander Duncker

Eduard Friedrich entstammte dem alten Adelsgeschlecht von Enckevort (in unterschiedlichen historischen Schreibweisen). Er war ein Sohn des Karl Friedrich Heinrich von Enckevort (1762–1835) und der Johanna von Enckevort (1770–1832), Tochter des Bernd Friedrich von Enckevort.

### Karriere
Enckevort besuchte das Akademische Gymnasium in Stettin und studierte anschließend an der Universität Greifswald Rechtswissenschaften. Seinen Wehrdienst leistete er im 2. Jäger-Bataillon der Preußischen Armee in Greifswald ab. 1835 kam er in den Besitz der von seinem Vater geerbten Güter und erwarb außerdem das Gut Mönkeberg.
Er wurde Mitglied des Kreistages und als Kreisdeputierter Vertreter des Landrats. 1848 wurde er in die Preußische Nationalversammlung gewählt. Von 1850 bis 1852 war er Mitglied der Ersten Kammer des Preußischen Landtags. Von 1852 bis 1858, von 1866 bis 1867 und von 1870 bis 1873 saß er im Preußischen Abgeordnetenhaus, der Zweiten Kammer des Preußischen Landtags. Von 1852 bis 1855 war er Abgeordneter des Wahlkreises Stettin 2 und Mitglied der Fraktion Carl und von 1855 bis 1858 Abgeordneter des Wahlkreises Stettin 1 und Mitglied der Fraktion Büchtemann. Von 1866 bis 1867 und von 1870 bis 1873 vertrat er ebenfalls den Wahlkreis Stettin 1, nunmehr als Mitglied der Fraktion der Konservativen Partei. Er war außerdem Mitglied des Provinziallandtags der Provinz Pommern.
Enckevort war an Kunst und Wissenschaft interessiert. Er erweiterte die Bibliothek in Vogelsang um zahlreiche Werke zur altpommerschen Geschichte und verfasste eine Handschrift zur Familiengeschichte. Er war teils Begründer, teils Förderer einer umfangreichen Sammlung von Münzen, Wappen, Waffen, Muscheln und Gesteinen. Er ließ das Herrenhaus in Vogelsang im Stil der Neorenaissance errichten. 1870 richtete er mit Vogelsang und Anteilen in Warsin, Bellin und der Feldmark Damgarten ein Familienfideikommiss ein. Die Begüterung weist nachfolgend stabil 2316 ha groß, davon circa 1817 ha Wald, aus.

### Familie
Eduard Friedrich von Enckevort heiratete am 23. Juni 1837 in Stettin Luise Balcke (1818–1876), Tochter des Stettiner Oberpostdirektors Balcke. Die beiden hatten vier Söhne und drei Töchter, darunter:
- Hedwig Louise Emma (* 1839) ⚭ Oswald Graf von Rittberg, Landrat des Kreises Ueckermünde
- Adrian (1840–1898), preußischer Politiker, Erbe auf Vogelsang ⚭ 1865 Hildegard von Borcke (1845–1916)
- Albrecht (1842–1903), preußischer Major, 3. Fideikommissherr auf Vogelsang ⚭ 1877 Klara Förster (1855–1941)
- Balduin (1843–1895), preußischer Major der Kavallerie
- Eduard (1845–1924), preußischer Generalmajor ⚭ 1880 Nadine von Michael-Groß Plasten (1860–1938)
- Tochter († 1849)
- Luise (1853–1926) ⚭ 1877 Arthur von Winterfeld (1849–1920), preußischer Rittmeister